# Whàitsids
Els whàitsids (Whaitsiidae) són una família extinta de sinàpsids de la superfamília dels whaitsioïdeus que visqueren entre el Permià superior i el Triàsic mitjà. Se n'han trobat restes fòssils a Rússia, Sud-àfrica, Tanzània i Zàmbia. Eren teràpsids relativament grossos i estaven dotats de dents incisives i canines grosses. La desaparició de les dents postcanines en benefici de plaques dentals ceratinoses ha estat interpretada com una possible adaptació a l'omnivorisme. Els ossos dentals tenien forma de plàtan. Els whàitsids devien ocupar un nínxol ecològic semblant al que tenen les hienes avui en dia.
El nom «Whaitsiidae» deriva del nom genèric Whaitsia, actualment considerat un sinònim de Theriognathus i que fou elegit en honor del reverend John H. Whaits.